# Hanseniaspora uvarum
Hanseniaspora uvarum или Kloeckera apiculata (лат.) — вид дрожжевых грибков. Наиболее распространённый на плодах винограда грибок, участвующий в первичной ферментации. Часто ошибочно принимается за Saccharomyces.

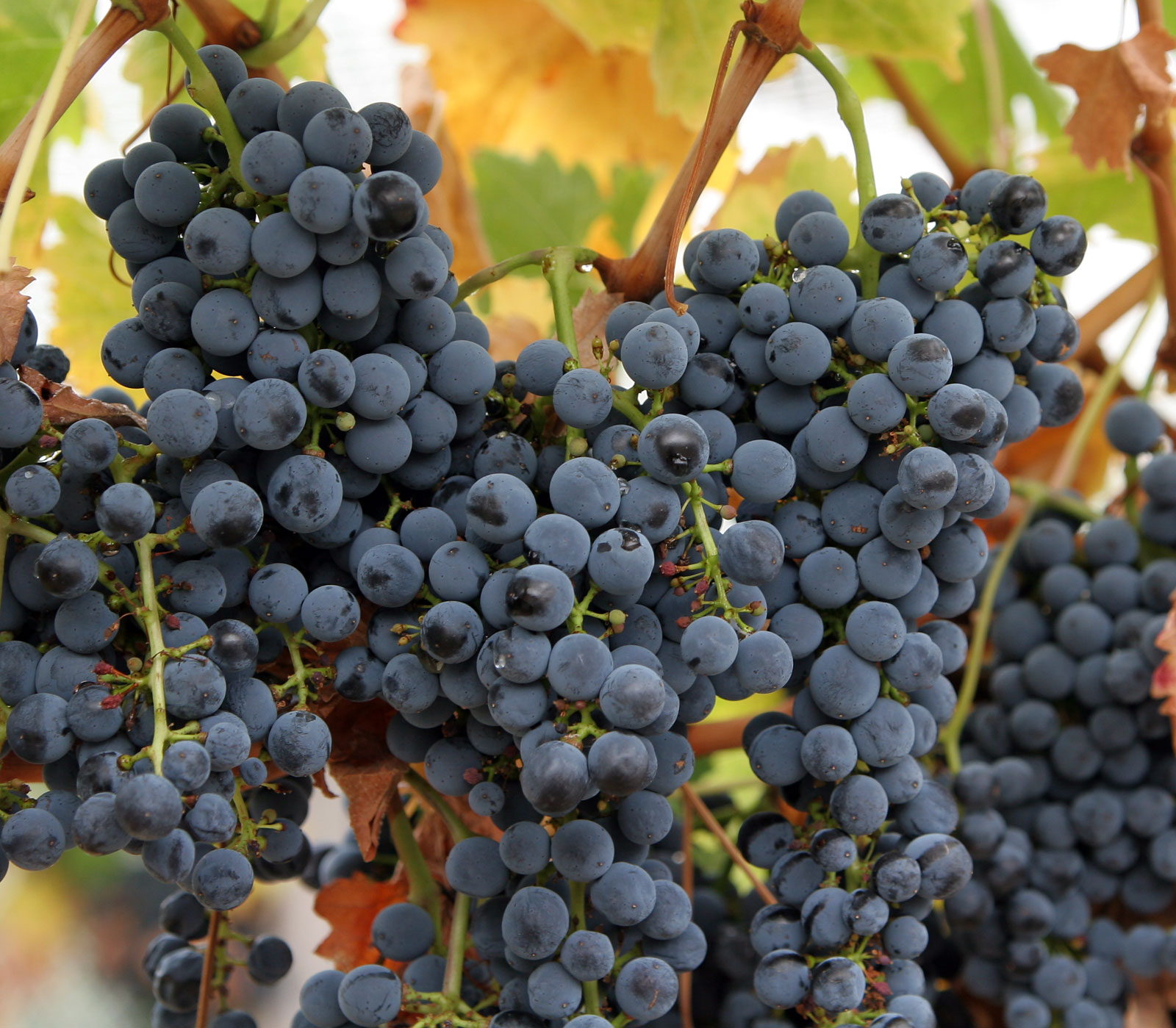
Ягоды винограда со слоем дрожжей на них

Hanseniaspora uvarum в естественных условиях присутствуют на поверхности плодов винограда; часто они заметны как светлый налёт на ягодах, образованный преимущественно Hanseniaspora uvarum. «Настоящими» винными дрожжами принято считать вид Saccharomyces cerevisiae, который в природе встречается лишь на 1 ягоде винограда из 1000.
Как правило, имеют зернистую форму, и являются основным грибком видом спонтанного брожения винограда.
Возможно, являются причиной некоторых дерматитов.